# Johann Traugott Lebrecht Danz

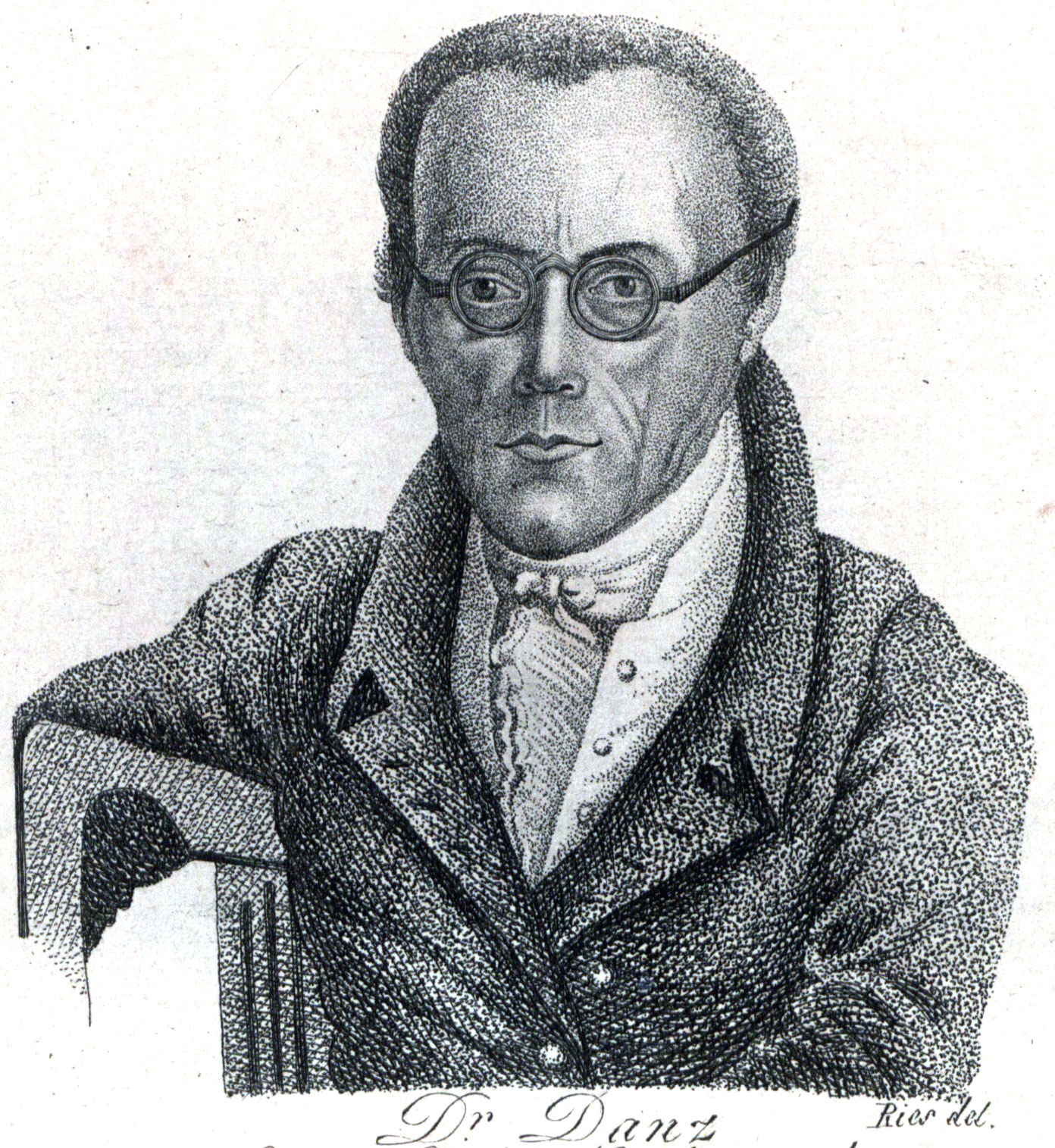
Joh. Traug. Lebrecht Danz

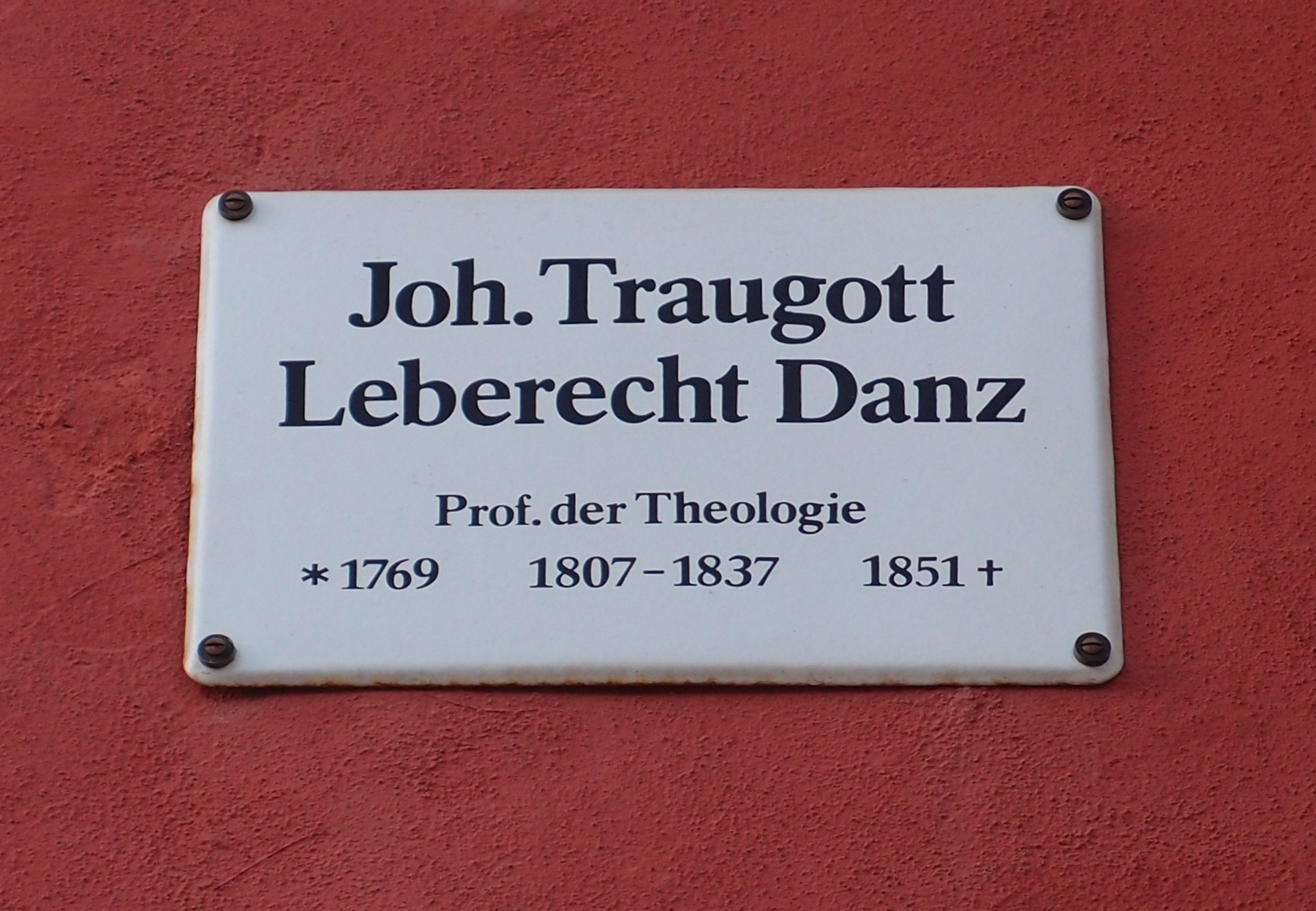
Gedenktafel in Jena, Johannisstraße 14

Johann Traugott Lebrecht Danz, Pseudonym Johann Adolph Rebenstock (* 31. Mai 1769 in Weimar; † 15. Mai 1851 in Jena) war ein deutscher lutherischer Kirchenhistoriker und Theologe.

## Leben
Joh. Traug. Lebrecht Danz wurde als Sohn des Gymnasiallehrers Johann Heinrich Danz (1733–1821) und dessen Frau Sophia Wilhelmina Trautermann (1733–1812) geboren. Er besuchte das Gymnasium in seiner Heimatstadt, wo neben seinem Vater Johann Karl August Musäus und Johann Michael Heinze die Geschicke der Anstalt lenkten. Besonders gefördert wurde er durch Johann Gottfried Herder, unter dessen Einfluss er sich dem Studium der theologischen Wissenschaften widmete. Danz immatrikulierte sich 1787 an der Universität Jena. Hier wurden Johann August Heinrich Ulrich, Christian Gottfried Schütz, Christoph Gottlob Heinrich, Johann Ernst Basilius Wiedeburg, Johann Christoph Döderlein und Johann Jakob Griesbach seine Lehrer. Im Jahr 1791 setzte er sein Studium an der Universität Göttingen fort, wo er die Vorlesungen von August Ludwig von Schlözer, Christian Gottlob Heyne, Johann Gottfried Eichhorn und Ludwig Timotheus Spittler besuchte. Im Anschluss an seine Studien wurde er 1795 als Dozent im Landschullehrerseminar in Weimar angestellt und 1797 Lehrer am Wilhelm-Ernst-Gymnasium.
1798 wurde Danz, auf Vermittlung von Herder, Rektor an der Stadt- und Ratsschule in Jena, erwarb sich im selben Jahr den akademischen Grad eines Magisters der Philosophie und trat ab 1800 als Privatdozent in Erscheinung. 1808 wurde er Adjunkt des Archidiakons und Konsistorialassessors Johann Christoph Metzel (* 22. Dezember 1734 in Apolda; † 18. April 1809 in Jena), 1809 Diakon an der Jenaer Stadtkirche St. Michael, im nächsten Jahr außerordentlicher Professor der Theologie und 1812 ordentlicher dritter Professor der Theologie. 1817 ernannte man ihn zum Konsistorialrat von Sachsen-Gotha, 1823 zum geheimen Konsistorialrat und 1826 wurde er zweiter Professor der Theologie in Jena. Er wirkte in dieser Aufgabe bis zu seiner im Jahr 1837 erfolgten Emeritierung. Zudem beteiligte sich Danz an den organisatorischen Aufgaben der Hochschuleinrichtung. So war er einige Male Dekan der theologischen Fakultät und in den Wintersemestern 1816, 1820, 1823, 1824 sowie im Sommersemester 1816 Rektor der Universität. Er hat auch Rezensionen zur Jenaischen Allgemeinen Literaturzeitung und verschiedene Beiträge zur Allgemeinen Encyclopädie der Wissenschaften und Künste verfasst. 
Danz hatte am 8. Januar 1805 in Weimar Charlotte Friederike Schultze (* 1774) geheiratet, die Tochter des Oberkonsistorialrats in Weimar, Wilhelm Heinrich Schultze und dessen Frau Friederike Wilhelmine geb. Crudelius. Sein Sohn August Danz war Rechtshistoriker in Jena.

## Werke (Auswahl)
- Aeschylus Perser, übersetzt. Leipzig 1789 (Digitalisat)
- Aeakus. Oder Fragmente aus den Gerichtsakten der Hölle über die Xenien. Zum Besten eines Feldlazareths für Gelehrte herausgegeben von Johann Adolph Rebenstock. Deutschland 1797. (Digitalisat)
- Ueber den methodischen Unterricht in der Geschichte auf Schulen. Leipzig 1798 (Online)
- De virtute comica M. A. Plauti. Particula I. Jena 1800. (Digitalisat)
- Ripault’s […] kurze Beschreibung der vornehmsten Denkmäler in Oberägypten. […]. Aus dem Französischen mit Anmerkungen vom Übersetzer. Gera und Leipzig 1801.
- Vorschriften zu einer verständigen Uebung in der Teutschen Rechtschreibekunst für das Haus und die Schule. 1. Bd. Weimar 1802, Berlin 1807, 2. Bd. unter dem Titel: Vorschriften und Aufgaben zu allerley schriftlichen Aufsätzen.
- M. Acci Plauti Miles gloriosus. Cum notis superiorum interpretum selectis atque suis edidit etc. Praemissa est epistola ad Eichstadium, Prof. Jenens. Weimar 1804 (Online)
- Charakteristik Johann Gottfried v. Herders. Leipzig 1805 (mit Johann Gottfried Gruber, Digitalisat)
- Joh. Gottfried von Herders Ansichten des klassischen Alterthums. Nach dessen Ideen geordnete Auszüge aus seinen Schriften, mit Zusätzen aus dessen Munde, Erläuterungen, Anmerkungen und einem Register. Leipzig 1805–1806, 2. Bde. (1. Bd. Online; 2. Bd. Online)
- Aeschylos Trauerspiele. Deutsch mit erklärenden Anmerkungen. Leipzig 1805–1808 2. Bde. (1. Bd. Online)
- Versuch einer allgemeinen Geschichte  der menschlichen Nahrungsmittel. Leipzig 1806 (Digitalisat)
- Marcus Accius Plautus, lateinisch und deutsch. Leipzig 1806–1809, 3. Bde. (1. Theil; 2. Theil; 3. Theil;)
- Berichte von Augenzeugen über die Schlachten bei Auerstädt, Jena und das Gefecht bey Jena. Jena 1807
- Der Marsch der Franzosen nach Indien. Notizen zu Beurtheilung der neuprojectirten Landexpedition. Jena 1808 (Online)
- Ansicht der Stadt Jena in den Octobertagen 1806. Jena 1809
- Progr. I Analecta critica de Hadriano VI, Pontifice Romano. P. I. de electione Hadriani VI in Papam, ejusque caussis. Jena 1813
- Progr. II Analecta critica de Hadriano VI, Pontifice Romano. P. I. de electione Hadriani VI in Papam, ejusque caussis. Jena 1814
- Progr. Pararphasis capitis I et II epistolae Pauli ad Romanos, cum adnotationibus. Jena 1815
- Diss. de Eusebio Caesariensi, historiae ecclesiasticae scriptore, ejusque fide historica recte aestimanda. Pars Prior. Jena 1815 (Online)
- Kurze Beschreibung der Friedensfeyer der Universität Jena. Jena 1816
- Lehrbuch der christlichen Kirchengeschichte. Jena 1818 1. Bd., 2. Bd. 1822–1826
- Ecclesiae Smirnensis epistola de martyrio S. Polycarpi cum lectione varia ex Eusebio. Jena 1818
- Progr. de lovo Eusebii, qui de altera Pauli captivitate agit. Jena 1819
- Progr. Commentationis de vi et momento infanticidii Herodiani in historia Jesu Christi. Part. I. Jena 1823
- Epistolae Philippi Melanchtonis ad Johannem Stigelium multo emendatius et accuratius quam ente has editae. Jena 1824
- Kurzgefasste Zusammenstellung der christlichen Kirchengeschichte zur halbjährlichen Vorlesungen mit besonderer Beziehung auf sein Lehrbuch. Jena 1824
- Die Wissenschaften des geistlichen Berufs im Grundriss. Zum Gebrauch akademischer Vorlesungen. Jena 1824
- Franz Burckard aus Weimar. Churfürstlich- und Herzoglich-Sächsischer Canzler zur Zeit der Reformation. Mit dessen Bildniss. Weimar 1825 (Digitalisat)
- Oratio de recta de legibus academicis iudicandi ratione. Jena 1826 (Online)
- Die Augspurgische Confession nach ihrer Geschichte, ihrem Inhalte und ihrer Bedeutung. Grundriß zu Vorlesungen nebst Angabe der dazu gehörigen Literatur. Jena 1829 (Online)
- Encyklopädie und Methodologie der theologischen Wissenschaften. Weimar 1832 Digitalisat.
- Heinrich August Schott. Nach seinem Leben, seinem Charakter und seiner Wirksamkeit dargestellt. Leipzig, 1836 (Digitalisat)
- Libri symbolici ecclesiae Romano-Catholicae. Weimar 1836 (Online)
- Universal-Wörterbuch der theologischen und religionsgeschichtlichen Literatur. Leipzig 1837–1842, (2. Bd. Leipzig, 1843 Online)
- Kirchenhistorische Tabellen. Jena 1838 (Online)
- Initia doctrinae patristicae introductionis instar in Patrum Ecclesiae Studium. Jena 1839 (Online)
- Geschichte des tridentischen Concils. Jena 1846 (Digitalisat)
- Das aus der evangelischen Geschichte des Johannes scheidende Lamm Gottes. Jena 1847

Gab heraus:
- Io. Georgii Walchii bibliotheca patristica litterariis annotationibus instructa. Jena 1834 (Digitalisat)
- H. A. Schott über die Authenticität des kanonischen Evangeliums. Leipzig 1837 (Online)

## Nachweise
1. ↑  Getauft am 2. Juni (Weimarische Wöchentliche Anzeigen vom 7. Juni 1769, S. 178).
2. ↑  Beigesetzt am 18. Mai, „alt 81 J. 11 M. 15 T.“ (Blätter von der Saale vom 22. Juli 1851, S. 438).
3. ↑  Todesanzeige durch den Sohn in Weimarisches Wochenblatt vom 15. Juni 1821, S. 243.
4. ↑  Eingeschrieben als „Jo. Traugott Lebrecht Danz“ am 27. April 1787, Matrikel Jena S. 90.
5. ↑  Eingeschrieben als „Joannes Traugott Lebrecht Danz“ am 9. Juni 1791 (Die Matrikel der Georg-August-Universität zu Göttingen 1734–1837. Hildesheim 1937, S. 331).
6. ↑  Letzter Eintrag im Personalverzeichnis der Universität Jena SS 1837.
7. ↑  Weimarisches Wochenblatt vom 9. Januar 1805, S. 12.

| Personendaten    | Personendaten                                         |
| ---------------- | ----------------------------------------------------- |
| NAME             | Danz, Johann Traugott Lebrecht                        |
| ALTERNATIVNAMEN  | Danz, Lebrecht; Rebenstock, Johann Adolph (Pseudonym) |
| KURZBESCHREIBUNG | deutscher Kirchenhistoriker und Theologe              |
| GEBURTSDATUM     | 31. Mai 1769                                          |
| GEBURTSORT       | Weimar                                                |
| STERBEDATUM      | 15. Mai 1851                                          |
| STERBEORT        | Jena                                                  |